# Väktarnas värld
Väktarnas värld är en EP från 1981 av punkbandet T.S.T. Värderas till över 1200kr enligt Punktipset.

## Låtar på albumet
| Nr | Titel              | Längd | Notering |
| -- | ------------------ | ----- | -------- |
| 1. | Väktarnas Värld    |       |          |
| 2. | I'm Looking at You |       |          |
| 3. | Innocent           |       |          |
| 4. | V-ås Punx          |       |          |